# Raïs Hadj Embarek
Pour les articles homonymes, voir Embarek.
 (septembre 2019).
Si vous disposez d'ouvrages ou d'articles de référence ou si vous connaissez des sites web de qualité traitant du thème abordé ici, merci de compléter l'article en donnant les références utiles à sa vérifiabilité et en les liant à la section « Notes et références ».
 (septembre 2019).
El Hadj Embarek ou Raïs Hadj Embarek est un corsaire algérien du XVIIIe siècle. Sa zone d'activité a été principalement en Espagne. Il est devenu très célèbre après avoir réussi à capturer un galion espagnol bien plus grand que son vaisseau amiral, le célèbre chebec Le Cheval Blanc afin d'obtenir le pardon du Dey d'Alger sur des crimes commis par ses marins. 

## Histoire
El-Hadj Embarek jouissait d'une célébrité vis-à-vis de son action militaire contre les Européens, dont il dévastait les rivages surtout en Espagne dont il connaissait parfaitement les côtes. Son mode d'action nocturne : débarquant de nuit sur les habitations du littoral pour piller et pratiquer des enlèvements avant que l'alarme eût pu être donnée. De tels actes jetaient la terreur en Espagne, si bien que son nom seraient devenu une menace pour faire taire les enfants comme un croquemitaine.
Un jour ou El-Hadj Embarek, rentré à Alger après une croisière fructueuse, ai accordé à son équipage un repos, les troubles générés par les marins victorieux furent bientôt incontrôlables. Le Mezouar, chargé de la sécurité de la ville, dont le poste était menacé par le Dey, répondit qu'il ne pouvait rien contre les auteurs de ces troubles, qui étaient soutenus par leurs capitaines, dont l'influence et la puissance considérables faisait ombrage au Dey lui-même. Ce dernier prit la décision de punir de mort tout marin coupable d'un désordre, quel que soit le capitaine concerné.
Un jour, trois matelots d'El-Hadj Embarek restèrent après le coucher du soleil, contrairement aux ordres de la police. El Hadj, pour sauver les membres de son équipage d'une mort certaine, décide d'accomplir un exploit si extraordinaire que le Dey leur accordera son pardon. La chance lui sourit et El Hadj découvre au large des côtes espagnoles un galion. Le galion découvre son artillerie et ouvre le feu sur le chébec d’El Hadj. Et c’est El Hadj et son équipage qui sont faits prisonniers. Les Espagnols, fête cette victoire et sombrent bientôt dans un profond sommeil éthylique. L’astucieux El Hadj, en criant « Au nom de Dieu » en profite pour reprendre le commandement du galion et le ramène à Alger. 
Le Dey, en reconnaissance, lui accorde le pardon général. Le Hadj demanda aussi que le Mezouar soit pendu haut et court, ce qui fut accepté.